# Чарівниця (фільм, 1936)
«Чарівниця» (рос. «Чудесница») — радянська кінокомедія режисера Олександра Медведкіна 1936 року, знята на кіностудії «Мосфільм».

## Сюжет
Щоб виграти перехідний прапор колгоспники сільгоспартілі «Білі Піски» запрошують для ворожби над коровами чаклунку Уляну, і онука голови, доярка Зінка, дивним чином домагається рекордних надоїв.

## У ролях
- Зінаїда Бокарьов —  чудесниця Зінка, колгоспна дівчина, доярка
- Тетяна Баришева —  телятниця
- Сергій Булаєвський —  Іван, пастух
- Кирило Гун —  прокурор
- Олена Ібрагімова-Добржанська —  Варвара
- Зиновій Сажин —  Сава, дільничний перукар
- В. Сметана-Толстова —  Малютка, знатна доярка
- М. Шльонська —  Уляна, остання чаклунка
- Іван Штраух —  Микола Степанович, капітан
- Леонід Алексєєв —  Матвій, голова колгоспу
- Лев Іванов —  нерозторопний брандмайор
- В. Штраус —  зубний лікар
- Інна Федорова —  доярка

## Знімальна група
- Режисери: Олександр Медведкін
- Сценаристи: Олександр Медведкін
- Оператор: Ігор Гелейн
- Композитор: Лев Шварц
- Художник: І. Меден
- Звукорежисер: А. Свердлов